# Navotas
Navotas is een stad op het eiland Luzon in de Filipijnen. Ze vormt samen met 16 andere steden en gemeenten de National Capital Region, die ook wel Metro Manilla wordt genoemd. Bij de laatste census in 2010 telde de stad ruim 249 duizend inwoners.

## Geschiedenis
Op 10 maart 2007 werd de wet aangenomen die de gemeente Navotas in een stad omvormde. Op 24 juni 2007 werd dit middels een volksraadpleging bekrachtigd.

## Geografie

### Bestuurlijke indeling
Navotas is onderverdeeld in de volgende 14 barangays:
- Sipac-Almacen
- Bagumbayan North
- Bagumbayan South
- Bangculasi
- Daanghari
- Navotas East
- Navotas West
- North Bay Blvd., North
- North Bay Blvd., South
- San Jose
- San Rafael Village
- San Roque
- Tangos
- Tanza

## Demografie
Navotas had bij de census van 2010 een inwoneraantal van 249.131 mensen. Dit waren 3.787 mensen (1,5%) meer dan bij de vorige census van 2007. Ten opzichte van de census van 2000 was het aantal inwoners gegroeid met 18.728 mensen (8,1%). De gemiddelde jaarlijkse groei in die periode kwam daarmee uit op 0,78%, hetgeen lager was dan het landelijk jaarlijks gemiddelde over deze periode (1,90%).

De bevolkingsdichtheid van Navotas was ten tijde van de laatste census, met 249.131 inwoners op 8,94 km², 27867 mensen per km².